# A Journey (album)
A Journey est un album du musicien de jazz Maciek Pysz, publié en octobre 2015 sur Dot Time Records. Toutes les pistes sont composées par Pysz, à l'exception de la piste 6, composée par Ralph Towner et 11 qui est composée et organisée par Maciek Pysz et Gianluca Corona.

## Liste des titres
Toutes les compositions de Maciek Pysz à l'exception de la piste 6, "Innocente", qui est Ralph Towner et la piste 11 qui est par Maciek Pysz et Gianluca Corona
1. Fresh Look – 5:27
2. Water Streets – 6:07
3. I Saw You Again – 8:03
4. Story Of A Story – 4:34
5. Paris – 3:19
6. Innocente – 4:38
7. Undeniable – 8:25
8. Until New Time – 4:26
9. Always On The Move – 3:14
10. Peacefully Waiting – 6:15
11. Desert – 6:53
12. Coming Home – 5:44

## Personnel
- Maciek Pysz - guitares acoustiques et classiques
- Daniele di Bonaventura - bandoneon et piano
- Yuri Goloubev - contrebasse
- Asaf Sirkis - batterie et percussions

## Avis
A Journey a reçu des examens universellement favorables. Le critique Stephen Graham a proclamé «Avec un son pastoral, Pysz joue principalement ses propres compositions doucement convaincantes plus une version de la chanson Innocente de Ralph Towner, et il y a une délicate humanité dans l'atmosphère, touchant parfois le territoire de Pat Metheny en exploitant habilement une acoustique complexe Lignes mélodiques étayées par un sentiment d'harmonie très chargé d'émotion, mais déprimant.» Et «Il y a des belles choses ici - un must pour les fans de guitare de jazz.»  Ian Mann a déclaré «Pysz est un virtuose tranquille qui s'est développé en l'un des guitaristes les plus distinctifs autour.»  Dans London Jazz News, Adrian Pallant a écrit «l'équilibre croissant du son et de l'espace dans cet enregistrement est impeccable. Tout au long de cela, c'est formidable d'être témoin du développement de la personnalité musicale de Maciek Pysz». Adam Baruch a écrit: «Il ne fait aucun doute que c'est un album étonnant, plein de beauté musicale, de plaisir esthétique et de musique extraordinaire, un album qui n'a que très peu d'égaux parmi les nombreux D'autres albums sortis à l'échelle mondiale. »

## Crédits
- Produit et arrangé par Maciek Pysz
- Enregistré du 16 au 19 décembre 2014 chez Artesuono Studios, Udine, en Italie
- Enregistré, mélangé et maîtrisé par Stefano Amerio
- Photographie de Tim Dickeson et Daniel Sutka, photo de couverture de Jan Mika
- Productrice déléguée Mary James
- Design par MFM Media